# Paläochemie
Unter Paläochemie versteht man den Bereich der Chemie, der sich mit der chemischen Untersuchung vorzeitlicher Funde, z. B. Fossilien, beschäftigt. In Bezug auf ihre Hauptaufgabe kann man die Paläochemie auch als Paläobiochemie bezeichnen. Ähnliche naturwissenschaftliche Teilwissenschaften, allerdings mit anderen Schwerpunkten, sind die Paläobiologie, die Paläontologie und die Geochemie.

## Aufgaben
Eine der Hauptaufgaben der Paläochemie ist die Untersuchung der Vorgänge, die bei der Entstehung  von Fossilien, der Fossilisation, ablaufen. Letztlich gehören auch teilweise die Untersuchungen dazu, die sich mit der Bildung von Kohle und Kohlenwasserstoffen (Erdöl, Erdgas) aus Organismen beschäftigen.
Insbesondere gehören zu den Aufgaben Untersuchungen
- von fossilen Harzen, z. B. von Bernstein,
- von Proteinen, insbesondere Skleroproteine (Kollagen, Conchiolin), bzw. deren Aminosäuresequenzen, holozäner Organismen,
- des Racematisierungsgrades (Anteil von D-/L-Aminosäuren) zur Altersbestimmung neben der Radiokohlenstoffmethode,
- von Porphyrinderivaten in Gesteinen und Erdölen im Zusammenhang mit der Untersuchung von Chlorophylltypen,
- von hochmolekularen Naturstoffen wie fossile Lignine und Kerogene, organische Substanzen, die aus Gesteinen mit Lösungsmitteln nicht mehr extrahierbar sind.

Letztlich kann die Paläochemie auch bei Modellvorstellungen zur Entstehung des Lebens Beiträge leisten.

## Methoden
Im ersten Schritt geht es bei den Untersuchungen um die Isolierung des organischen Materials entweder durch Herauslösen mit organischen Lösungsmitteln im Soxhletextraktor bzw. mit Ultraschall oder durch Lösen des anorganischen Teils, was bei Kalkgesteinen mit Mineralsäuren möglich ist.
In weiteren Schritten werden chromatographische Trennverfahren, wie Säulenchromatographie, Dünnschichtchromatographie oder Gaschromatographie, und die ganze Palette spektroskopischer Methoden zur Charakterisierung der isolierten Substanzen angewendet.